# Macrocoma dubia
Macrocoma dubia é uma espécie de escaravelho de folha endémico às Ilhas Canárias. Foi primeiro descrito por Thomas Vernon Wollaston em 1864 como espécies de Pseudocolaspis.  Encontra-se em Fuerteventura e Lanzarote.